# Stefanie von Schnurbein
Stefanie von Schnurbein (* 24. Juni 1961 in Augsburg; vollständiger Name Stefanie Anna Hildegard Freiin von Schnurbein) ist eine deutsche Literaturwissenschaftlerin mit den Schwerpunkten Skandinavien und neugermanisches Heidentum. Seit 2000 ist sie Professorin für Neuere Skandinavische Literaturen am Nordeuropa-Institut der Humboldt-Universität zu Berlin.

## Leben und Werk
Schnurbein absolvierte von 1981 bis 1983 ein Volontariat bei der Augsburger Allgemeinen, im Anschluss studierte sie von 1984 bis 1989 Nordische Philologie, Wirtschafts- und Sozialgeschichte sowie Neuere Deutsche Literaturwissenschaft an der Ludwig-Maximilians-Universität in München. Hier erlangte sie den Magister artium. 1992 wurde sie mit einer Dissertation zum Thema Religion als Kulturkritik. Neugermanisches Heidentum im 20. Jahrhundert an der Johann Wolfgang Goethe-Universität Frankfurt am Main promoviert. Von 1991 bis 1995 arbeitete sie am Fachbereich Skandinavistik der Georg-August-Universität Göttingen. Mit einem Habilitationsstipendium der Deutschen Forschungsgemeinschaft schloss sie 1999 ihre Habilitation zum Thema Krisen der Männlichkeit. Schreiben und Geschlechterdiskurs in skandinavischen Ich-Romanen seit der Jahrhundertwende am Skandinavischen Seminar in Göttingen ab. Es folgte ein Gastaufenthalt als Associate Professor for Norwegian Studies an der University of Chicago. 2000 nahm sie den Ruf an das Nordeuropa-Institut der Humboldt-Universität zu Berlin an.
2006 erhielt sie die Ehrendoktorwürde der Universität Örebro, Schweden, verliehen.
2024 gehörte von Schnurbein zu den Unterzeichnenden eines offenen Briefes, der Berliner Universitätsleitungen aufrief „von Polizeieinsätzen gegen ihre eigenen Studierenden ebenso wie von weiterer strafrechtlicher Verfolgung abzusehen“. Hintergrund war die Räumung eines propalästinensischen Protestcamps gegen den israelischen Militäreinsatz in Gaza.

## Publikationen (Auswahl)
- Religion als Kulturkritik. Neugermanisches Heidentum im 20. Jahrhundert. Heidelberg 1992.
- Göttertrost in Wendezeiten. Neugermanisches Heidentum zwischen New Age und Rechtsradikalismus. München 1993.
- Krisen der Männlichkeit. Schreiben und Geschlechterdiskurs in skandinavischen Romanen seit 1890. Göttingen 2001.
- mit Justus H. Ulbricht (Hrsg.): Völkische Religion und Krisen der Moderne. Entwürfe „arteigener“ Glaubenssysteme seit der Jahrhundertwende. Königshausen & Neumann, Würzburg 2001.
- Norse Revival. Transformations of Germanic Neopaganism. Leiden 2016.
- Ökonomien des Hungers. Essen und Körper in der skandinavischen Literatur (= Berliner Beiträge zur Skandinavistik. Band 23). Nordeuropa-Institut der Humboldt-Universität, Berlin 2018, ISBN 978-3-932406-38-6.
- mit Clemens Räthel (Hrsg.): Figurationen des Jüdischen. Spurensuchen in der skandinavischen Literatur (= Berliner Beiträge zur Skandinavistik. Band 27). Nordeuropa-Institut der Humboldt-Universität, Berlin 2020, ISBN 978-3-932406-42-3.